# Daniela Galic
Daniela Galic (Sydney, 17 juni 2006) is een voetbalspeelster uit Australië van Kroatische afkomst. Ze speelt als middenvelder voor Vittsjö GIK in de Damallsvenskan.

## Clubcarrière
Daniela Galic begon haar voetbalcarrière bij de Football NSW Institute. Ze speelde vier jaar bij de club uit de staat New South Wales.
In oktober 2022 tekende Galic haar eerste profcontract bij Melbourne City FC. Op zestienjarige leeftijd maakte ze al haar debuut in de A-League Women. In twee seizoenen kwam Galic 39 wedstrijden uit voor de club uit Melbourne waarin ze 9 keer scoorde en 9 assists gaf. Na afloop van het seizoen 2023/24 werd Galic uitgeroepen tot talent van het jaar van de A-League Women. In juli 2024 werd bekend dat Galic Melbourne City FC verliet om een buitenlands avontuur aan te kunnen gaan.
Op 23 juli 2024 tekende Galic een contract bij FC Twente. Ze lag tot medio 2026 vast bij de club uit Enschede en komt met de club uit in de Vrouwen Eredivisie en Champions League. Galic kwam slechts tot twee optredens in de competitie alvorens ze in juli 2025 overstapte naar het Zweedse Vittsjö GIK.

## Statistieken
| Seizoen | Club              | Competitie         | Competitie | Competitie | Beker | Beker | Champions League | Champions League | Overig | Overig | Totaal | Totaal |
| Seizoen | Club              | Competitie         | Wed.       | Dlp.       | Wed.  | Dlp.  | Wed.             | Dlp.             | Wed.   | Dlp.   | Wed.   | Dlp.   |
| ------- | ----------------- | ------------------ | ---------- | ---------- | ----- | ----- | ---------------- | ---------------- | ------ | ------ | ------ | ------ |
| 2022/23 | Melbourne City FC | A-League Women     | 17         | 2          | 0     | 0     | -                | -                | 0      | 0      | 17     | 2      |
| 2023/24 | Melbourne City FC | A-League Women     | 22         | 7          | 0     | 0     | -                | -                | 0      | 0      | 22     | 7      |
| 2024/25 | FC Twente         | Vrouwen Eredivisie | 2          | 0          | 0     | 0     | 7                | 1                | 0      | 0      | 9      | 1      |
| 2025    | Vittsjö GIK       | Damallsvenskan     | 0          | 0          | 0     | 0     | 0                | 0                | 0      | 0      | 0      | 0      |
| Totaal  | Totaal            | Totaal             | 48         | 9          | 0     | 0     | 7                | 1                | 0      | 0      | 55     | 10     |

Bijgewerkt t/m 14 juli 2025.

## Interlandcarrière
Daniela Galic komt sinds 2022 uit voor Australië onder 20. Met dit jeugdelftal kwam ze op zestienjarige leeftijd uit op het WK 2022. Galic kwam alle drie de wedstrijden van Australië in actie op het eindtoernooi waarin ze werd uitgeschakeld in de groepsfase. Ze gaf één assist.
In februari 2024 werd Galic voor het eerst opgeroepen voor het seniorenteam van Australië. In mei 2024 maakte ze tevens haar debuut voor Australië onder 23. Galic debuteerde voor The Matildas op 25 oktober 2024 in een vriendschappelijke wedstrijd tegen Zwitserland.